# Реклама

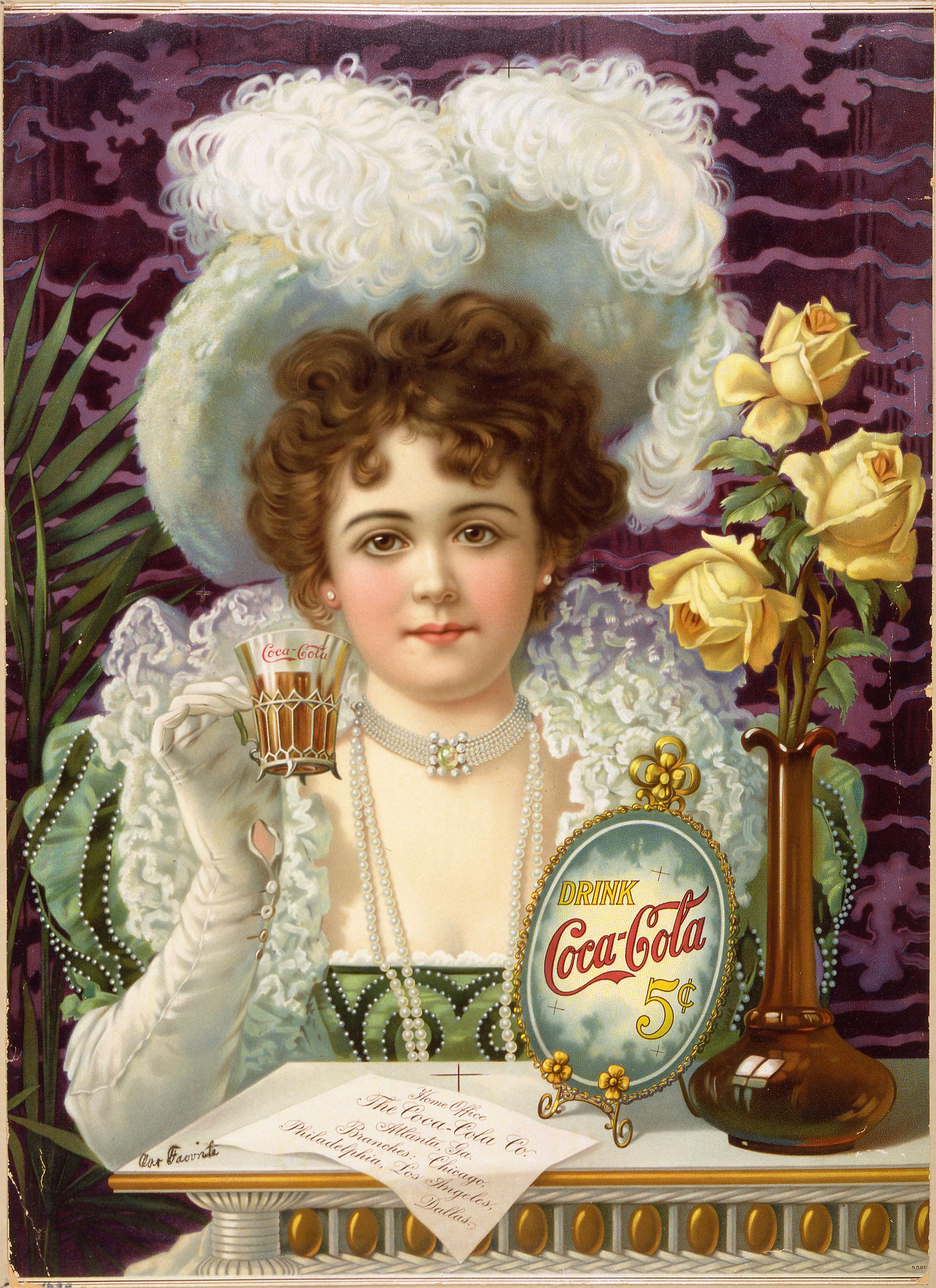
Реклама Кока-коли. 1900

Рекла́ма (лат. Reclamare — «гукати раз-у-раз, знову викликати, повторно вигукувати»), забуте вихвала [неавторитетне джерело]— популяризація товарів, видовищ, послуг і т. ін. з метою привернути увагу покупців, споживачів, глядачів, замовників тощо, поширення інформації про когось, щось для створення популярності, а також візуальна та інша медіа-продукція — плакати, оголошення, відеокліпи, що використовуються як засіб привертання уваги потенційних споживачів.
Реклама завжди звертається до людини, реклама впливає на її свідомість, на прийняття того або іншого рішення, тому без знання психології людини реклама не може бути ефективною. 

## Визначення
Відповідно до законодавства України реклама — це інформація про особу чи товар, розповсюджена в будь-якій формі та в будь-який спосіб і призначена сформувати або підтримати обізнаність споживачів реклами та їх інтерес щодо таких особи чи товару.
Див. також Законодавча термінологія.
Реклама — популяризація товарів, видовищ, послуг і т. ін. з метою привернути увагу покупців, споживачів, глядачів, замовників і т. ін. // Поширення відомостей про кого-, що-небудь для створення популярності. // Плакат, оголошення і т. ін., що використовуються як засіб привертання уваги покупців, споживачів.
Реклама — комунікативна діяльність спонукального характеру, яка має на меті привернення уваги до об'єкта рекламування для взаємного обміну
Глобальними факторами розвитку реклами є потреби виробництва, торгівлі та фінансів, форма державного правління, цілі різноманітних релігійних конфесій, політиків та простих громадян. Реклама справедливо визначається як частина загальнолюдської культури.
Нетоварна реклама. Пропагує які-небудь ідеї та цілі, та аж ніяк не конкретний товар. Наприклад, нафтова компанія оголошує про свою здатність бурити нафтові свердловини без забруднення навколишнього середовища. До нетоварної відноситься також некомерційна реклама, спрямована на зміну поведінкової моделі (боротьба зі СНІДом, наркотиками) і популяризацію соціальних проблем, пропаганду здорового способу життя тощо).

## Історія

### Зародження реклами в Стародавньому світі
Потреба передачі інформації в Стародавньому світі конкретним групам людей була запорукою створення протореклами. Протореклама містила в собі елементи стимулювання збуту, була первісною інтегрованою формою комерційних комунікацій; об'єднувала елементарні комунікаційні засоби, що отримали з часом самостійний розвиток.
Не випадково терміну реклама відповідає слово лат. reclamare, що буквально означає поновлюваний крик. Давньоримський мислитель Луція Анней Сенеки у своїх листах Луцилію скаржиться на те що навколо його помешкання, що межує з лазнею, торговці щодня здіймають нестерпний галас, безперервно викрикуючи про свій товар.

З часом потреба у вербальному впливі на споживачів збільшується, що породжує інститут оповісників. Оповісник — спеціально найнята торговцем людина, у завдання котрої входило зазивання покупців і розхвалювання товару наймача. Використання оповісників надавало важливу перевагу що полягала у віддаленості носія усної протореклами від місця продажу. Оповісники спочатку з'явились у стародавніх єгиптян, а від них послідовно у стародавніх євреїв, греків і римлян. Професія була добре поширена та мала високий статус, зокрема функціями оповісника наділений староримський бог торгівлі Меркурій.

Реклама Великої Гаївки в Дрогобичі. 2012

До засобів організованої вербальної комунікації відносився також поголос, інформація що передавалась людьми «з уст в уста» про тих чи інших ремісників, торговців, політичних діячів і т. д. Відомості про якість вироблюваних (продаваних) товарів поширювалась на достатньо великі відстані, що стимулювало древніх підприємців турбуватись про свою добру репутацію. Формування схвального образу продавця від початку було одною з основних цілей протореклами. Надалі добра репутація працювала на його власника. До прикладу, трактат письменника та державного діяча Стародавнього Риму Марка Порція Катона (234—149 рр. до н. е.) «Про землеробство» містить вказання місцевостей, де ремісники перевищували за якістю своїх конкурентів, і згадки про конкретних виробників того чи іншого товару.
Важливим фактором формування комерційних комунікацій в Стародавньому світі стало зародження ярмарків в Стародавньому Римі з V — початок III ст. до н. е. Ярмарки вигідно відрізнялись від звичайних торговищ прив'язкою до загально визнаних, особливо шанованих святилищ та храмів.
З метою виокремитись від конкурентів, стародавні ремісники та торговці достатньо часто встановлюють на товар власні фірмові знаки (клейма).

### Реклама в Україні
Реклама в її традиційному розумінні з'явилася на території нашої країни ще у XIX столітті. В той час українські землі, що входили до складу Російської імперії, стали одним із її найрозвиненіших промислових районів. Як наслідок, з'явилася потреба у засобах просування товарів на ринок. Тоді на вулицях міст з'явилися перші рекламні тумби.
Із розвитком періодики реклама поступово перейшла з вулиці на шпальти газет та журналів. Починаючи з другої половині XIX століття, з'являються спеціалізовані рекламні видання: «Киевский листок объявлений» (1872), «Весь Киев» (1889), «Одесский листок объявлений» (1889) та інші.
Засновником однієї з перших рекламних фірм на території України був Роман Шухевич. У 1937 році він заснував у Львові «Фаму» — першу українську рекламну фірму в Галичині. Як член ОУН та колишній політв'язень, Шухевич зробив це із двох причин: по-перше, таким чином він та його побратими-націоналісти отримували робочі місця та стабільний прибуток, по-друге, «Фама» була легальним прикриттям для діяльності ОУН. Всього за два роки існування фірма Шухевича розрослась у розгалужене підприємство. «Фама» займалася оголошеннями у пресі, кінорекламою та оформленням вітрин, друкувала рекламні буклети, виготовляла вивіски, рекламні щити, «адресарії» (книги адрес установ) і навіть мінеральну воду.

## Засоби реклами
Засоби реклами — це інформаційні прийоми і матеріальні носії, котрі слугують для подання рекламної інформації та забезпечують необхідний ефект від рекламного впливу. Розподіляються на: повідомлення (його зміст та форма) і технічні носії (журнали, буклети, телеканал, вивіски та ін.).
Рекламні засоби класифікуються таким чином:
- за впливом на органи чуттів на зорові, звукові, зорово-звукові;
- по відношенню носія рекламної інформації до об'єкта, що рекламується на:
- демонстраційні, коли безпосередньо рекламується об'єкт, наприклад, машини в автосалоні чи сир у супермаркеті;
- візуальні та вербальні, коли зображується та описується об'єкт;
- змішані.

Економіст Австрійської школи Людвіг фон Мізес в своїй знаменитій праці «Людська діяльність» стверджує:
Поширеною помилкою є твердження про те, що вміла реклама може переконати споживачів купувати все, що хоче рекламодавець. Згідно з цією легендою, споживач просто беззахисний перед рекламою «високого тиску». Якби це було правдою, то успіх чи провал у бізнесі залежав би лише від способу реклами (р.317). Виверти і хитрощі реклами доступні продавцеві кращого товару не менше, ніж продавцеві гіршого. Але тільки перший користується перевагою, що випливає з кращої якості його товару (р. 318)

## Функціювання реклами
Реклама, зазвичай вивчається (описується як) чи передається текстом.
Основні вимоги до рекламного тексту — шаблонність і легкість сприйняття, він повинен «дихати». Найцінніше зазначається на початку та в кінці рекламного звернення. У основному рекламному тексті розкривається аргументація, пояснення заголовку і доцільність його застосування. Принципу аргументації відводиться центральне місце в тексті реклами, де аргументом може бути гасло або заголовок, що інформує споживача про важливі особливості або відмінності товару чи послуги. Звідси можна вивести формулу рекламних аргументів: бажаність (збудження емоцій), оригінальність (естетичне оформлення) та привабливість (привертання уваги).

### Особливості рекламування деяких видів товарів в Україні

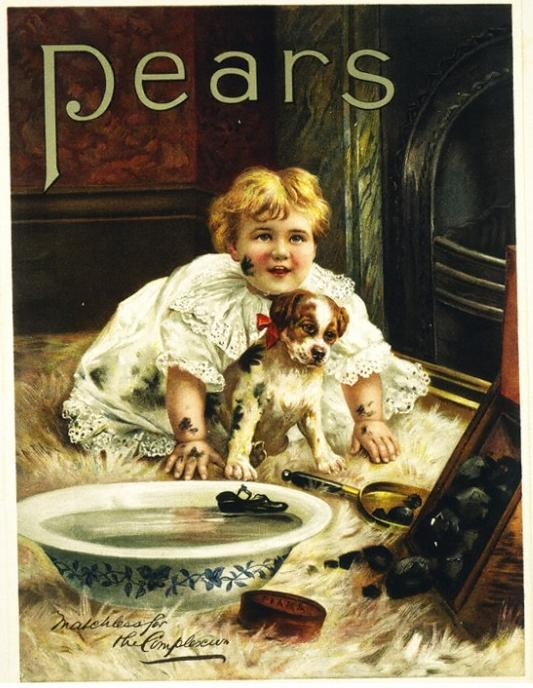
Реклама мила «Pears», 1900 рік

ЗУ «Про рекламу» визначає особливі правила та умови реклами:
- лікарських засобів, медичної техніки, методів профілактики, діагностики, лікування і реабілітації;
- алкогольних напоїв та тютюнових виробів, знаків для товарів і послуг, інших об'єктів права інтелектуальної власності, під якими випускаються алкогольні напої та тютюнові вироби;
- зброї;
- послуг, пов'язаних із залученням коштів населення;
- об'єктів будівництва.

#### Особливості рекламування лікарських засобів
Відповідно до Ст.21 ЗУ «Про рекламу» дозволяється реклама лише тих лікарських засобів, які відпускаються без припису (рецепту) лікаря та тієї медичної техніки, методів профілактики, діагностики, лікування і реабілітації, застосування яких не потребує спеціальних знань та підготовки.
У рекламі лікарських засобів, медичної техніки забороняється участь лікарів та інших професійних медичних працівників, а також осіб, зовнішній вигляд яких імітує зовнішній вигляд лікарів. Також заборонено розміщувати в рекламі наступні відомості:
- які можуть справляти враження, що за умови вживання лікарського засобу чи застосування медичної техніки консультація з фахівцем не є необхідною;
- відомостей про те, що лікувальний ефект є гарантованим;
- зображень зміни людського тіла або його частин внаслідок хвороби, поранень;
- тверджень, що сприяють виникненню або розвитку страху захворіти або погіршити стан свого здоров'я через невикористання

товарів або послуг, що рекламуються;
- тверджень, що сприяють можливості самостійного встановлення діагнозу для хвороб, патологічних станів людини та їх самостійного лікування з використанням медичних товарів, що рекламуються;
- порівнянь з іншими лікарськими засобами, медичною технікою з метою посилення рекламного ефекту;
- посилань на конкретні випадки вдалого застосування лікарських засобів, медичної техніки, що рекламується;
- рекомендацій або посилань на рекомендації медичних працівників, науковців, медичних закладів та організацій щодо

рекламованих товару чи послуги;
- спеціальних виявлень подяки, вдячності, листів, уривків з них із рекомендаціями, розповідями про застосування та результати дії рекламованих товару чи послуги від окремих осіб;
- зображень і згадок імен популярних людей, героїв кіно-, теле- та анімаційних фільмів, авторитетних організацій.

Усі ці обмеження та заборони не стосуються реклами, яка розміщується у спеціалізованих виданнях, призначених для медичних установ та лікарів, а також яка розповсюджується на семінарах, конференціях, симпозіумах з медичної тематики.
Найбільший штраф в історії України за недобросовісну рекламу лікарського засобу (16 мільйонів гривень) був накладений на фірму «Дарниця» за рекламу Мірамістину.

#### Особливості реклами алкогольних напоїв та тютюнових виробів
У рекламі цих товарів заборонено використовувати як фотомоделей осіб віком до 18 років, лікарів і акторів, зовнішній вигляд яких імітує зовнішній вигляд лікарів, відомих людей, які прямо чи опосередковано схвалюють паління і вживання алкоголю, пива та напоїв, що виготовляються на його основі. Сама реклама не повинна містити зображення процесу паління або споживання алкоголю. Крім того, закон забороняє експлуатувати в ній основні стереотипи населення щодо паління і вживання алкоголю, зокрема: реклама не має формувати думку, що паління або вживання алкоголю є важливим фактором досягнення успіху, сприяє розв'язанню особистих проблем, заспокоює або стимулює. Більш того, в рекламі не може негативно розцінюватися факт утримування від паління або вживання алкогольних напоїв або створюватися враження, що більшість людей палить чи вживає алкогольні напої. Порушення будь-якого з описаних вище принципів карається законом.
Реклама тютюнових виробів забороняється:
- на радіо та телебаченні;
- в усіх друкованих засобах масової інформації (крім спеціалізованих видань);
- засобами внутрішньої реклами;
- на транспорті;
- за допомогою заходів рекламного характеру (крім спеціальних виставкових заходів тютюнових виробів);
- засобами зовнішньої реклами.

Реклама алкогольних напоїв забороняється:
- на радіо та телебаченні з 6 до 23 години;
- в усіх друкованих засобах масової інформації (крім спеціалізованих видань);
- засобами внутрішньої реклами;
- за допомогою заходів рекламного характеру (крім спеціальних виставкових заходів алкогольних напоїв);
- на зовнішніх та внутрішніх поверхнях транспортних засобів загального користування та метрополітену;
- засобами зовнішньої реклами.

Дозволяється спонсорування теле-, радіопередач, театрально-концертних, спортивних та інших заходів з використанням
знаків для товарів та послуг, під якими випускаються алкогольні напої. Спонсорування подібних заходів виробниками тютюнових виробів — заборонено.
Рекламодавці алкогольних напоїв та тютюнових виробів зобов'язані спрямовувати на виробництво та розповсюдження соціальної реклами щодо шкоди тютюнопаління та зловживання алкоголем не менше 5 відсотків коштів, витрачених ними на розповсюдження реклами тютюнових виробів та алкогольних напоїв у межах України.
Окрім закону рекламу алкогольних та тютюнових виробів обмежують і компанії-постачальники рекламних послуг. До прикладу, соціальна мережа TikTok не дозволяє розміщувати оголошення, що стосуються алкоголю; а реклама алкоголю, призначена для інструментів Google, не повинна зображати випивання на спір чи керування будь-якими транспортними засобами після споживання алкоголю.

#### Реклама зброї
Реклама зброї може здійснюватися тільки у відповідних спеціалізованих виданнях, безпосередньо у приміщеннях торговельних закладів, які реалізують зброю, або на відповідних виставках.

#### Реклама послуг, пов'язаних із залученням коштів населення
До такої реклами належить, наприклад, реклама банківських, страхових, інвестиційних послуг. Забороняється повідомляти в рекламі розміри очікуваних дивідендів, інформацію про майбутні прибутки, крім фактично виплачених за підсумками не менш як одного року. Така реклама дозволяється лише за наявності спеціального дозволу, ліцензії, що підтверджує право на здійснення цього виду діяльності. В рекламному повідомленні номер ліцензії має вказуватися.

## Рекламний ринок
Зараз на рекламному ринку в боротьбі за увагу аудиторії використовуються дедалі витонченіші, більш продумані стратегії в порівнянні з тими, що мали місце ще буквально кілька років тому. За словами маркетологів, потенційні клієнти зараз стали дуже вимогливими до якості інформації і щоб зацікавити їх, доводиться докладати ще більше зусиль.
Загалом, будь-яка кампанія на рекламному ринку складається з таких частин:
- Аналіз ніші і постановка завдання;

- Розробка макету і виконання завдання;

- Оцінювання результатів.

Початковий аналіз ніші і потреб цільової аудиторії дає можливість зрозуміти всі нюанси подальшої роботи з даним напрямом. На цьому етапі спеціалісти вивчають конкурентів і товари, що вони рекламують, а також ємність самого ринку. Після цього здійснюється робота над постановкою маркетингового завдання з врахуванням отриманих результатів аналізу. Тоді розробляються первинні макети програми і виконується поставлене завдання. Через деякий час після оприлюднення кампанії спеціальна команда маркетологів аналізує отримані результати і за потреби коригує певні особливості маркетингової стратегії. 